# Pierre Morel-À-L'Huissier
Pour les articles homonymes, voir Pierre Morel, Morel et Huissier.
Pierre Morel-À-L'Huissier, né le 21 décembre 1958 à Strasbourg (Bas-Rhin), est un avocat et homme politique français. Il a été député de la Lozère (circonscription unique, deuxième circonscription jusqu'en 2012) de 2002 à 2024.

## Situation personnelle
Avocat spécialisé en droit public, Pierre Morel-À-L'Huissier s'engage dans la vie politique en 1986 en tant que collaborateur du président du conseil régional de Languedoc-Roussillon Jacques Blanc. Il devient en 1993 directeur de cabinet de la région Languedoc-Roussillon.
En 2016, au regard de ses activités d'avocat et de ses travaux législatifs, il est élevé au grade honorifique de colonel de la réserve citoyenne, dans la Gendarmerie nationale.

## Parcours politique

### Au niveau national
Pierre Morel-À-L'Huissier est désigné par Jacques Blanc, son mentor en politique, pour lui succéder à l’Assemblée nationale. Il est élu député pour la XIIe législature (2002-2007) au premier tour des élections législatives, le 9 juin 2002, dans la 2e circonscription de la Lozère. Il fait partie du groupe Union pour un mouvement populaire (UMP) et est membre du Club de la boussole. Il est réélu député sous l'étiquette UMP, pour la XIIIe législature (2007-2012) dans la même circonscription, au premier tour, avec 63,9 % des suffrages.
Il intervient régulièrement sur la question de la ruralité (adaptation des normes nationales aux territoires ruraux, agriculture de montagne, télétravail, soutien à l’artisanat, etc.). Au sein de l'Assemblée nationale française, il est membre de la commission des lois constitutionnelles, de la législation et de l'administration générale de la République.
Il est rapporteur de plusieurs lois, dont définir et protéger le « patrimoine sensoriel » des campagnes françaises (2020).
Le 17 juin 2012, il est réélu député pour la XIVe législature (2012-2017) avec 50,52 % des voix au second tour face à Sophie Pantel dans la désormais unique circonscription de la Lozère.
En 2014 dans le cadre de l’affaire Bygmalion, qui concerne un système de fausses facturations établi au sein de l’UMP pour couvrir d’éventuels dépassements de dépenses électorales durant la campagne présidentielle de 2012, Pierre Morel-À-L'Huissier et d’autres députés déposent plainte contre X, estimant qu’il y a « un préjudice moral et financier »,.
Le 21 janvier 2015, il est nommé, par le nouveau président de l'UMP Nicolas Sarkozy, secrétaire national thématique à la ruralité.
Le 18 juin 2017, il est réélu député pour la XVe législature (2017-2022) avec 56,61 % des voix au second tour face à Francis Palombi. Il intègre le groupe Les Constructifs (LC), qui comprend des élus UDI et LR « Macron-compatibles », et se pose en opposant à Laurent Wauquiez.
Fin octobre 2017, il relaie à l'Assemblée nationale, avec des députés Les Républicains, un amendement portant sur la fiscalité des entrepôts, entièrement rédigé par le Medef et par la Confédération des petites et moyennes entreprises,,.
Il rend le 17 octobre 2018 un rapport sur les fichiers mis à la disposition des forces de sécurité. Quelques semaines plus tard, il est chargé d'évaluer la médiation entre l'administration et les citoyens. Jusque-là apparenté, il rejoint le groupe UDI et indépendants (ex-Les Constructifs) le 24 septembre 2019.
Il est candidat à sa réélection sous l'étiquette UDI lors des élections législatives de 2022, bien qu'il déclare avoir été approché par le parti présidentiel LREM.
Le 19 juin 2022, il est réélu député pour la XVIe législature (2022-2027) avec 54,28 % des voix au second tour face à Sandrine Descaves (Nupes) et siège au sein du groupe Libertés, indépendants, outre-mer et territoires.
Lors du vote de la motion de censure transpartisane contre le Projet de loi de financement de la Sécurité Sociale, il se distingue du reste de son groupe parlementaire, ne votant pas la motion de censure (venue de celui-ci),.
Le 30 juin 2024, il se maintient pour le second tour malgré sa 3e place aux élections législatives anticipées. Le député sortant divers droite conserve une partie affaiblie de l'ancrage local dont il bénéficiait et se trouve en troisième position, avec 24,04% des suffrages exprimés, derrière la socialiste Sophie Pantel (NFP, 35,17%) et le RN Luc-Étienne Gousseau (33,91%). Il est finalement battu au second tour par Sophie Pantel (NFP, 43,4%), en obtenant quasiment 3 000 voix de moins qu’il n’avait reçu au premier tour.
En octobre 2024, il est nommé délégué national de l'Union des droites pour la République.

### Sur le plan local
En mars 1998, Pierre Morel-À-L'Huissier est élu conseiller général du canton de Fournels, en Haute-Lozère. Il met en place en janvier 1999 la communauté de communes des Hautes Terres composée de 10 communes, dont il devient président.
En mars 2001, il est élu maire de Fournels. Il est réélu réélu en mars 2008 avec 88,72 % des voix et en mars 2014 avec 68,91 % des voix. Il démissionne en application de la loi interdisant le cumul des mandats.
Lors des élections départementales de 2015, il est battu au second tour dans le canton de Chirac avec 45,24 % des voix face à Henri Boyer et à Sophie Malige.

## Affaires

### Affaire des frais de déplacement
En octobre 2019, le journal Mediapart fait état d'un système de remboursement de faux frais de déplacement fonctionnant depuis plusieurs années. L'article évoque des remboursements de déplacements en Lozère, alors que Pierre Morel-À-L'Huissier se trouvait au même instant à l'Assemblée nationale, en 2012, à l'époque où il était à la fois conseiller général et député. Des remboursements au profit de ses collaborateurs parlementaires depuis le compte de frais de mandat pour des kilomètres non-parcourus, reversés ensuite en espèces au député, sont également mentionnés,. Dans la foulée, Midi libre publie le témoignage d'un ancien attaché parlementaire allant dans ce sens,. Le député nie ces accusations auprès de Mediapart puis de la presse locale. Le 28 janvier 2020, Midi libre dévoile un enregistrement dans lequel Pierre Morel-À-L'Huissier tenterait de dissuader un ancien collaborateur de confirmer ces informations.
L’association anti-corruption Anticor indique en janvier 2020 qu’elle « étudie » le dossier, sans déposer plainte à ce stade.
Le 12 septembre 2022, l’association Anticor porte plainte contre Pierre Morel-À-L'Huissier, le soupçonnant d’avoir obtenu le remboursement de frais kilométriques fictifs à partir de faux justificatifs ou par l’intermédiaire de ses assistants parlementaires, entre octobre 2019 et juin 2022. Une enquête a été ouverte en novembre 2022 pour détournement de fonds publics, abus de confiance et recel d’abus de confiance. Les locaux de Pierre Morel-À-L’Huissier (et notamment son domicile) sont perquisitionnés le 20 avril 2023 dans le cadre de l'enquête ouverte, notamment pour détournement de fonds publics.
Éric Lange, un ancien collaborateur parlementaire de Pierre Morel-À-L'Huissier, l'assigne en citation directe pour extorsions de fonds publics. Le 28 mars 2023, le tribunal correctionnel de Privas (Ardèche) relaxe Pierre Morel-À-L'Huissier. La décision est définitive. Le parquet national financier a engagé des poursuites contre Pierre Morel-À-L'Huissier pour soupçons de détournement de fonds publics et mène le 20 avril 2023 des perquisitions à la permanence et au domicile du député et de certains de ses collaborateurs.

### Affaire de faux en écriture authentique
Fin 2017, Pierre Morel-À-L'Huissier déclenche une procédure de divorce avec sa femme. Dans ce cadre, il est soupçonné d’avoir fait rédiger un acte notarié afin de léser son ex-femme. En février 2023, Pierre Morel-À-L'Huissier est mis en examen  pour « faux en écriture authentique par personne chargée d’une mission de service public », « usage de faux » et « tentative d’escroquerie ». Cela pourrait l'amener à comparaître devant une cour d’assises, où il risquerait jusqu’à quinze ans de prison,.

## Détail des mandats et fonctions
- Député de la Lozère de 2002 à 2024.
- Maire de Fournels de 2001 à 2017.
- Conseiller général de la Lozère (élu dans le canton de Fournels) de 1998 à 2015.
- Président de la communauté de communes des Hautes Terres de 1999 à 2016.

## Ouvrages
- Être député aujourd'hui, Les Éditions du fil rouge, 2015.
- Argent et politique : vers quelle transparence ?, Les Éditions du fil rouge, 2014.
- Le télétravail en France. Les salariés sont prêts !, Pearson, 2010.
- Du télétravail au travail mobile. Un enjeu de modernisation de l'économie française. La Documentation française, 2007
- La reconversion des anciens combattants en période de sortie de crise. La Documentation française, 2004.